# Dischidia insularis

## Đặc điểm
Dischidia insularis là một loài thực vật có hoa trong họ La bố ma. Loài này được Schltr. mô tả khoa học đầu tiên năm 1908.
Đây là một loại cây thân nhỏ, sống lâu năm, có lá dài, mỏng như ngón tay. Nó phát triển trong các khu rừng nhiệt đới ẩm ướt và thường mọc trên thân cây khác.
Hoa của cây nhỏ, màu trắng. Hạt cây nhỏ, tròn và màu nâu. Cây con nhỏ thường có một thân đơn với các lá nhỏ hình bầu dục.

## Nơi sống
Nơi sống của chúng chủ yếu ở vùng nhiệt đới Ấn Độ và Sri Lanka.

## Công dụng, Lợi ích
Dischidia insularis được sử dụng như một loại cây cảnh, trồng trong chậu dưới đất hoặc chậu treo gió. Đây cũng là loại cây được trồng phổ biến trong nhà do có tán lá đẹp và dễ chăm sóc.